# Louis Rigaudias
Louis Rigaudias, né le 22 mars 1911 à Constantinople (Turquie) et mort le 13 mai 1999, est un militant socialiste et dirigeant trotskiste français et international.

## Biographie
Louis Rigaudias naît le 22 mars 1911, à Constantinople de parents français. Issu d'un milieu bourgeois catholique, Louis Rigaudias effectue ses études en France. Son intérêt pour la politique commence lorsqu'il rencontre, au lycée Henri-IV, Yvan Craipeau.
Il adhère en 1929 aux Étudiants socialistes puis l'année suivante à la SFIO. Il la quitte en 1933 pour se rapprocher des milieux trotskistes, et notamment des jeunes militants proches de la Ligue communiste. Il est poussé dans cette direction par la montée des régimes fascistes en Europe et notamment le Troisième Reich.
L'année suivante, il rejoint la SFIO, mais dans le cadre du Groupe bolchévique-léniniste, courant trotskiste organisé au sein du parti socialiste. En 1935, il fait partie des militants exclus pour activité fractionnelle et joue un rôle important dans la création, en janvier 1936 des jeunesses socialistes révolutionnaires et adhère au Parti ouvrier internationaliste.
Opposé à l'entrée des militants POI au Parti socialiste ouvrier et paysan de Marceau Pivert, il prône au contraire, en 1938, l'unification des mouvements trotskistes, mais n'est pas suivi par son organisation.
Arrêté à tort en 1939 dans le cadre d'une affaire de militantisme antimilitariste, il est finalement condamné l'année suivante à cinq ans de prison pour « menées communistes ». il ne reste pas longtemps en prison : il profite de la désorganisation provoquée par l'invasion de la France par l'Allemagne nazie pour s'évader de prison.
Sous le nom de Pichon, il retourne à Paris et participe à la réorganisation du mouvement trotskiste français, avant de rejoindre Marseille à l'automne 1941, d'où il s'embarque début 1942 pour Cuba. Il milite quelque temps dans les milieux trotskistes locaux. Le 30 septembre 1942, alors qu'il se trouve à Cuba, il est condamné aux travaux forcés à perpétuité par contumace.
Profitant de la citoyenneté américaine de son épouse, il émigre aux États-Unis en 1945. Au sein du SWP, il est proche des positions minoritaires défendues par Albert Goldman et Felix Morrow, qui sont exclus du parti l'année suivante. Louis Rigaudias reste, lui, au SWP mais n'y exerce pas d'activité notable et s'éloigne peu à peu de la ligne trotskiste.
Il revient en France en 1963, et n'adhère plus à aucune organisation, tout en restant actif politiquement. Il se rapproche progressivement du conseillisme. C'est ainsi qu'il participe en 1968 au lancement des activités du comité d’initiative pour un mouvement révolutionnaire avant de collaborer, à partir de 1975, à la revue de René Lefeuvre, Spartacus.

## Vie privée
Louis Rigaudias se marie en octobre 1935 avec Hilda Weiss, une intellectuelle allemande ayant fui le nazisme en 1933, avant de divorcer quelques années plus tard, en 1939. Il se remarie par la suite à une Américaine.